# Gorenja vas (gmina Kanal ob Soči)
Gorenja vas – wieś w Słowenii, w gminie Kanal ob Soči. W 2018 roku liczyła 149 mieszkańców.